# Baddeleyit
A baddeleyit az oxidásványok közé tartozó ásvány. Monoklin kristályrendszerben prizmákban, jelenik meg, tömeges előfordulásban szemcsés, bekérgeződések és sugaras, vesés halmazokként található. Savaknak rendkívül ellenálló a cirkon vegyületek alapanyaga. Fontos kerámiaipari nyersanyag, mert olvadáspontja magas (2715 °C). Az atomerőművekben használt fűtőelemek burkolására is használatos. Első alkalommal 1892-ben önálló ásványként Joseph Baddeley brit geológus írta le Srí Lanka területén folytatott kutatások alapján. Gyakran tartalmaz hafnium (Hf) szennyeződést 0,1% mértékben.
- Jellemző kémiai összetétele: ZrO2, cirkónium-dioxid.
- Cirkónium (Zr) = 74,0%
- Oxigén (O) =26,0%.
- Moláris tömege: 123,22 g/mol, illetve 0,12322 kg/mol

## Keletkezése
Másodlagosan keletkezik cirkóniumban dús magmás kőzetek, elsősorban pegmatitos előfordulások újraolvadása és ismételt megszilárdulása során..
Hasonló ásványok: cirkon, zirkelit.

## Előfordulásai
Srí Lanka területén, Norvégiai ércelőfordulások pegmatitos kőzeteiben. Svédország területén Alnö közelében. Jelentős előfordulások vannak Brazília területén Sao Paolo közelében Mines Garias térségében.
Kísérő ásványok: cirkon, kvarc, kalcit és korund.
Szarvaskő közelében a felszínhez közeli diabáz és a mélységi gabbró kőzetekhez kötődnek cirkónium ásványok, ahol a baddeleyit cirkon, zirkelit és kromit társaságában jelenik meg.

## Alkalmazási terület
Legismertebb alkalmazása az ékszeriparban, mint féldrágakő, a gyémánt helyettesítője.
Ennél sokkal fontosabb[forrás?] az ipari felhasználása: tűzálló anyagként alkalmazzák szigetelésre, kopásállóságra, zománcoknál. A fogászatban is egyre népszerűbb. Bár drágább, mint a hagyományos, fémbetéttel merevített porcelán, a cirkóniakerámiából készített fogászati koronák és hidak esztétikusabbak, jobban hasonlítanak a természetes fogakra.
A stabilizált cirkóniát használják az oxigénérzékelőkben, és az üzemanyagcellákban, mert magas hőmérsékleten lehetővé teszi az oxigén ionok szabad mozgását a kristályrácsban. E tulajdonságának köszönhetően egyike a leghasznosabb elektromosan vezető kerámiáknak.